# Edmond Dame
Edmond Dame (Rouvroy, 4 novembre 1893 – Parigi, 31 agosto 1956) è stato un lottatore francese, specializzato sia nella lotta libera che nella lotta greco-romana.

## Palmarès
- Giochi olimpici

Amsterdam 1928: bronzo nella lotta libera pesi massimi.